# إيه تي-1كيه رايبولت
إيه تي-1كيه رايبولت (AT-1K Raybolt)، (بالكورية: 현궁)‏ هو صاروخ موجه مضاد للدروع، من صواريخ الجيل الثالث التي يحملها الأفراد. الصاروخ من صنع وإنتاج شركة ليق نكس ون الكورية الجنوبية. يعمل بتقنية أطلق وانس باستخدام التصوير بالأشعة تحت الحمراء، لديه رأس حربي ترادفي لإحباط الدروع التفاعلية المتفجرة. يتمتع رايبولت بأوضاع الهجوم من الأعلى (Top attack) والهجوم المباشر. يُعد أول صاروخ موجه مضاد للدروع تصنعها كوريا الجنوبية ودخل حيز الإنتاج الضخم في يونيو 2017.
قدمت الشركة المصنعة صاروخ رايبولت منافسًا ونظيرًا للصاروخ الأمريكي إف جي أم-148 جافلن وصاروخ سبايك الإسرائيلي.
عُرض رايبولت أول مرة للجمهور في معرض (Indodefence 2014) وفي معرض (أيدكس 2015).

## مشغلين
- أذربيجان استخدمت قاذفة صواريخ مضادة للدبابات لتدمير / تعطيل الدبابات.
- السعودية.[5]
- كوريا الجنوبية
- الإمارات[6]